# 西條隆繁
西條 隆繁（さいじょう たかしげ、1931年2月28日 - ）は、元芝浦工業大学教授、工学博士（電気工学）。自然学園高等学校の創設者。
鉄道電気設備、リニアモーター、パワーエレクトロクスなどに関する研究に従事。
IEEE、パワーエレクトロニクス研究会、鉄道電化協会、日本心理学会会員。

## 略歴
- 1931年(昭和6年)2月28日生まれ。
- 日本大学理工学部電気工学科卒業。
- 日本国有鉄道鉄道技術研究所に勤務
- 1979年(昭和54年)、リニアモーターカーが無人走行では世界で初めて時速517キロを達成した時の現場技術責任者
- 1979年(昭和54年)、電気学会論文賞、同福田節雄生、オーム技術賞などを受賞。
- 1980年、アメリカ・テキサス州立大学で客員教授に就任。
- 1982年(昭和57年)4月より芝浦工業大学に勤務し、同大学電気工学科教授。
- 1993年、自然学園高等学校を創設。

## 人物
長女の不登校問題から既存の日本の教育方法を見つめ直し、将来の日本を担うような自立した人間を育てる必要があると学校を創立した。

## 著書
- 『体でおぼえ心で学ぶ人間づくり : これが自然学園高等学校の労作教育』海竜社、1995年。
- 『登校拒否 : 誤解と偏見からの脱出』高文研、2007年。

### 翻訳
- Richard G, Hoft 著、川村篤男・松井景樹・西條隆繁・木方靖二 訳『基礎パワーエレクトロニクス』コロナ社、1988年。
- B.R, Pelly 著、西条隆繁 訳『サイクロコンバータ』電気書院、1976年。

### 共著
- 電気学会 電気鉄道における教育調査専門委員会 編島田裕巳『最新 電気鉄道工学 （三訂版）』コロナ社、2017年。
- 西條隆繁　ほか『こんなときどうするお母さん? : いじめ・非行・暴力・登校拒否』PHP研究所、1989年。